# Beccles
Beccles este un oraș în comitatul Suffolk, regiunea East, Anglia. Orașul se află în districtul Waveney. 